# Chabil Biktašev
Chabil Biktašev (* 23. května 1957) je bývalý sovětský a ruský zápasník–judista a sambista tatarské národnosti.

## Sportovní kariéra
Začínal se středoasijským tradičním zápasem kureš po vzoru svého otce. Během základní vojenské služby v Syzrani si osvojil základy samba a po návratu z vojny sloužil jako policista v Kujbyševu (dnění Samara). V Kujbyševu si ho všiml trenér Nikolaj Petrov pod jehož vedením se dostal na přelomu sedmdesátých a osmdesátých let do sovětské judistické reprezentace. V roce 1983 se probojoval do užšího výběru sovětských těžkých vah, ve které bojoval o post reprezentační jedničky s Grigorijem Veričevem. V roce 1984 přišel o účast na olympijských hrách v Los Angeles kvůli bojkotu zemí východního bloku. Sportovní kariéru ukončil potom co neuspěl v sovětské olympijské nominaci na olympijské hry v Soulu v roce 1988.

## Výsledky

### Váhové kategorie
| Turnaj             | 1983       | 1984       | 1985       | 1986       | 1987       |
| Turnaj             | 26         | 27         | 28         | 29         | 30         |
| Turnaj             | těžká váha | těžká váha | těžká váha | těžká váha | těžká váha |
| ------------------ | ---------- | ---------- | ---------- | ---------- | ---------- |
| Olympijské hry     |            | —          |            |            |            |
| Mistrovství světa  | 5.         |            | —          |            | —          |
| Mistrovství Evropy | 1.         | —          | —          | —          | —          |

### Bez rozdílu vah
| Turnaj             | 1983 | 1984 | 1985 | 1986 | 1987 |
| Turnaj             | 26   | 27   | 28   | 29   | 30   |
| ------------------ | ---- | ---- | ---- | ---- | ---- |
| Olympijské hry     |      | —    |      |      |      |
| Mistrovství světa  | —    |      | 3.   |      | —    |
| Mistrovství Evropy | —    | —    | 2.   | —    | 5.   |